# Christopher R. Amrhein

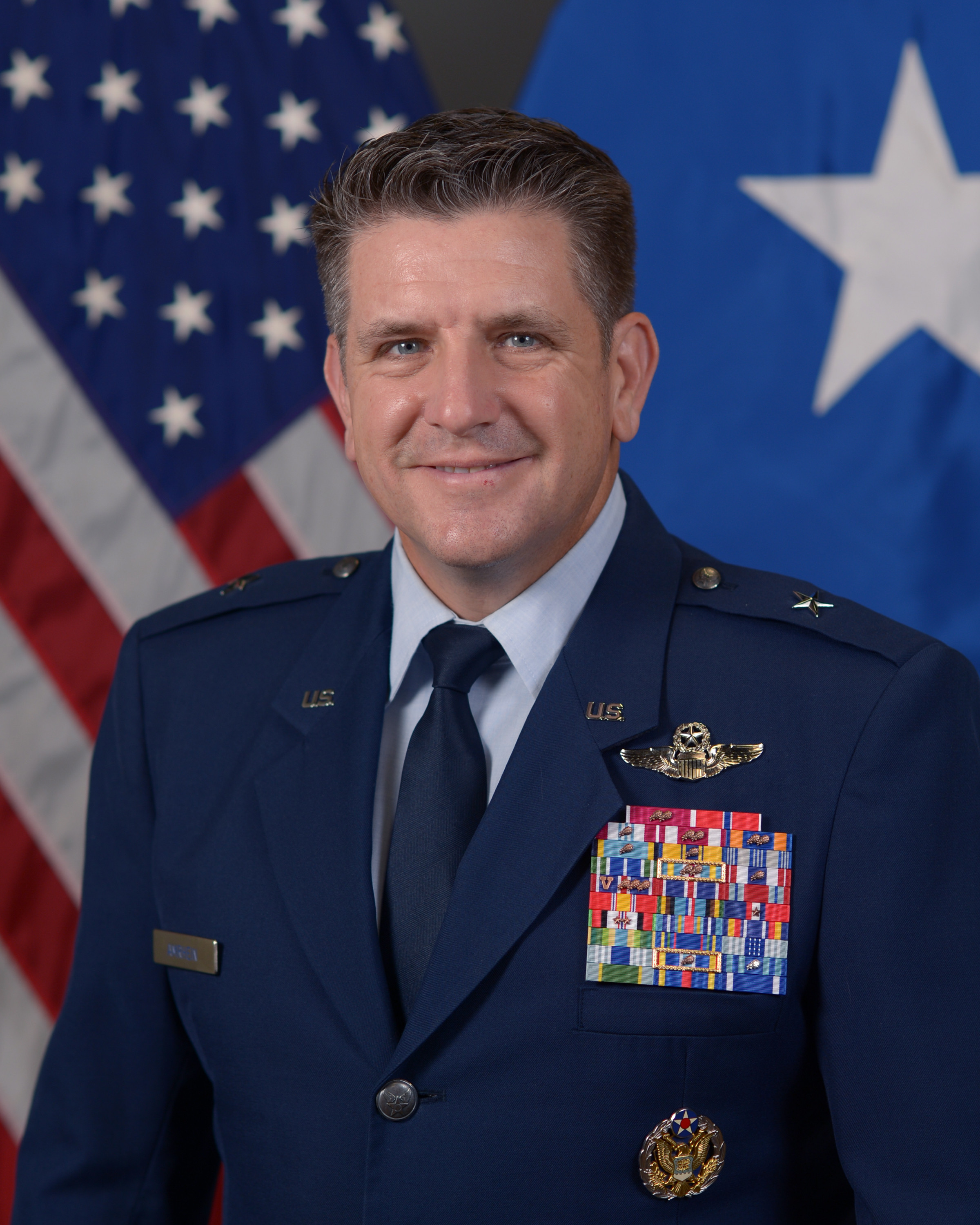
Christopher R. Amrhein (2022)

Christopher R. Amrhein (* um 1974) ist ein Brigadegeneral der United States Air Force. Er war unter anderem kommissarischer Kommandeur der 19. Luftflotte (Nineteenth Air Force).
Über das ROTC-Programm der University of Texas at Austin gelangte er im Jahr 1996 in das Offizierskorps der United States Air Force. Dort durchlief er anschließend alle Offiziersränge vom Leutnant bis zum Brigadegeneral.
Im Lauf seiner militärischen Karriere absolvierte er verschiedene Kurse und Schulungen. Dazu gehörten unter anderem eine Ausbildung zum Kampfpiloten und weitere Fortbildungskurse als Pilot neuer Flugzeugtypen; die Squadron Officer School auf der Maxwell Air Force Base in Alabama; der Weapons Instructor Course auf der Fairchild Air Force Base im Bundesstaat Washington; das Air Command and Staff College auf der Maxwell AFB und die Joint Advanced Warfighting School in Norfolk in Virginia. Außerdem erhielt er akademische Grade von der Air University und der National Defense University.
In seinen frühen Jahren als Offizier der Luftwaffe war er an verschiedenen Stützpunkten stationiert. Dabei war er als Pilot, Flugausbilder, Waffenoffizier oder Stabsoffizier bei unterschiedlichen Einheiten eingesetzt. Dazwischen absolvierte er die erwähnten Schulungen. Als Stabsoffizier war er unter anderem im Hauptquartier der Air Force tätig. Er war in mehreren geographischen Regionen im Zusammenhang und in der Folge von militärischen Einsätzen tätig. Dazu gehörten die Operation Allied Force und die Operation Joint Guardian im Rahmen des Kosovokriegs, die Operation Noble Eagle, die nach den Terroranschlägen am 11. September 2001 zum Schutz des amerikanischen Staatsgebiets (Homeland) begann, die Operation Enduring Freedom und der Irakkrieg.
Zwischen August 2010 und Juni 2011 kommandierte Christopher Amrhein als Oberstleutnant die im Nahen Osten auf der Al Udeid Air Base in Katar stationierte 340. Expeditions- und Luftbetankungsschwadron (340th Expeditionary Air Refueling Squadron). Es folgte eine Versetzung zur Scott Air Force Base in Illinois. Dort gehörte er bis zum Juni 2012 als Executive Officer to the Vice Commander dem Stab des Air Mobility Commands (AMC) an. Nach seinem anschließenden Studium an der National Defense University kehrte er zur Scott AFB zurück, wo er zwischen Juni 2013 und Mai 2015 der J3-Stabsabteilung des United States Transportation Commands angehörte.
Seine nächste Mission führte ihn auf die Kadena Air Base in Japan. Zwischen Mai 2015 und Juni 2017 war er dort stellvertretender Kommandeur des 18. Geschwaders (18th Wing). Anschließend wurde er zur Royal Air Force Base Mildenhall in England versetzt, wo er bis zum Mai 2019 das 100. Luftbetankungsgeschwader (100th Air Refueling Wing) kommandierte. Es folgte eine Versetzung nach Kabul in Afghanistan. Dort gehörte er zwischen Juni 2019 und Mai 2020 dem Stab im Hauptquartier der im Rahmen der Mission Resolute Support eingesetzten Streitkräfte an (Deputy Chief of Staff – Support and Director CJ4).
Anschließend kehrte Christopher Amrhein ein weiteres Mal auf die Scott AFB in Illinois zurück. Bis zum August 2021 fungierte er dort als Generalinspekteur des AMC. Danach wurde er auf die Randolph Air Force Base in Texas beordert. Zwischen August 2021 und Juni 2023 war er dort stellvertretender Kommandeur der 19. Luftflotte. In dieser Eigenschaft übernahm er im Mai 2023 kommissarisch den Oberbefehl über diesen Großverband. Hintergrund war die vorzeitige Ablösung des Kommandeurs Phillip A. Stewart den wegen verschiedener Verstöße gegen die militärischen Verhaltensregeln ein Militärgerichtsverfahren erwartete. Amrhein behielt sein Amt als kommissarischer Kommandeur der 19. Luftflotte bis Anfang Juni 2023 als der neue reguläre Kommandeur Clark Quinn sein Amt übernahm.
Auch nach dem Ende seiner Mission bei der 19. Luftflotte verblieb Amrhein auf der Randolph AFB. Dort übernahm er im Juni 2023 das Kommando über das Air Force Accessions Center und den Air Force Recruiting Service die beide dem Air Education and Training Command unterstehen. Diese Aufgaben nimmt er bis heute (April 2025) wahr.
Während seiner aktiven Zeit als Militärpilot absolvierte er über 3200 Flugstunden auf verschiedenen Flugzeugtypen.

## Daten der Beförderungen
| Abzeichen | Rang               | Jahr              |
| --------- | ------------------ | ----------------- |
|           | Second Lieutenant  | 22. Dezember 1995 |
|           | First Lieutenant   | 8. Januar 1998    |
|           | Captain            | 8. Januar 2000    |
|           | Major              | 1. März 2006      |
|           | Lieutenant Colonel | 1. März 2010      |
|           | Colonel            | 1. August 2015    |
|           | Brigadier General  | 16. Juli 2020     |

## Orden und Auszeichnungen
Christopher Amrhein erhielt im Lauf seiner militärischen Laufbahn unter anderem folgende Auszeichnungen:
- Legion of Merit
- Bronze Star Medal
- Defense Meritorious Service Medal
- Meritorious Service Medal
- Air Medal
- Aerial Achievement Medal